# Lucie Juřičková (zooložka)
Lucie Juřičková (* 1967) je česká zooložka specializující se na kvartérní malakologii, dlouholetá spolupracovnice přírodovědce Vojena Ložka.

## Život
Vystudovala biologii na pražské Přírodovědecké fakultě Univerzity Karlovy. Od roku 2001 na téže instituci působí jako akademická pracovnice. Jejím učitelem a spolupracovníkem byl kvartérní malakolog Vojen Ložek. Úzce spolupracuje také s kvartérním zoologem Ivanem Horáčkem a paleobotanikem Petrem Pokorným, s nimiž na Přírodovědecké fakultě Univerzity Karlovy vede kurz vývoj přírody ČR. Dále vyučuje předměty zoologie bezobratlých, malakologie, mořská fauna Středomoří, fauna České republiky a Slovenska, vybrané kapitoly ze zoologie bezobratlých, turnusové praktikum mořská fauna, praktikum ze zoologie bezobratlých, terénní cvičení ze zoologie a terénní cvičení ze zoologie pro učitele. V roce 2015 úspěšně obhájila habilitační práci. Je šéfredaktorkou odborného periodika Malacologica Bohemoslovaca a členkou redakční rady časopisu Živa.
Lucie Juřičková je dcerou herce Bohuslava Kalvy a herečky Radmily Kalvové rozené Malé. Jejím manželem je herec Tomáš Juřička, s nímž má tři dcery – Žofii, Bětu a Justýnu. Dcera Justýna zpívá v kapele Silent Greetings.

## Dílo
Na začátku své vědecké dráhy se věnovala především studiu recentních měkkýších společenstev hradních zřícenin, ke kvartérním měkkýšům se dostala až později skrze svého mentora Vojena Ložka. V současnosti[kdy?] se na základě studia fosilních společenstev měkkýšů zabývá hlavně rekonstrukcí přírodního prostředí střední Evropy během kvartéru. Zajímají ji také způsoby šíření měkkýšů v krajině, které se uplatňovaly při šíření měkkýších druhů z glaciálních refugií. Zaznamenala první výskyt plzáka španělského (Arion vulgaris) v Česku.
Společně s Michalem Horsákem napsala knižní přehled malakofauny českých zemí a Slovenska vydaný pod názvem Měkkýši České a Slovenské republiky: Molluscs of the Czech and Slovak Republics. Dále je autorkou knih Měkkýši Plzně a Měkkýši (Mollusca) Žďárských vrchů. Pravidelně publikuje popularizační články v časopisech Živa a Vesmír. Iniciuje pravidelná setkání českých malakologů nazvaná Malakodny. Podílela se také na vzniku dokumentárního snímku Český kras očima RNDr. Vojena Ložka, DrSc.